# Denis Vambolt
Denis Eduardovich Vambolt (tiếng Nga: Денис Эдуардович Вамбольт; sinh ngày 24 tháng 3 năm 1995) là một thủ môn bóng đá người Nga thi đấu cho F.K. Amkar Perm.

## Sự nghiệp câu lạc bộ
Anh có màn ra mắt tại Giải bóng đá Quốc gia Nga cho FC Baltika Kaliningrad vào ngày 20 tháng 3 năm 2016 trong trận đấu với FC Sibir Novosibirsk.

## Thống kê sự nghiệp

### Câu lạc bộ
Tính đến 10 tháng 12 năm 2017
| Câu lạc bộ             | Mùa giải            | Giải vô địch                | Giải vô địch | Giải vô địch | Cúp     | Cúp       | Châu lục | Châu lục  | Tổng cộng | Tổng cộng |
| Câu lạc bộ             | Mùa giải            | Hạng đấu                    | Số trận      | Bàn thắng    | Số trận | Bàn thắng | Số trận  | Bàn thắng | Số trận   | Bàn thắng |
| ---------------------- | ------------------- | --------------------------- | ------------ | ------------ | ------- | --------- | -------- | --------- | --------- | --------- |
| FC Baltika Kaliningrad | 2013–14             | FNL                         | 0            | 0            | 0       | 0         | –        | –         | 0         | 0         |
| FC Baltika Kaliningrad | 2014–15             | FNL                         | 0            | 0            | 0       | 0         | –        | –         | 0         | 0         |
| FC Baltika Kaliningrad | 2015–16             | FNL                         | 3            | 0            | 0       | 0         | –        | –         | 3         | 0         |
| FC Baltika Kaliningrad | 2016–17             | FNL                         | 13           | 0            | 1       | 0         | –        | –         | 14        | 0         |
| FC Baltika Kaliningrad | Tổng cộng           | Tổng cộng                   | 16           | 0            | 1       | 0         | 0        | 0         | 17        | 0         |
| F.K. Amkar Perm        | 2016–17             | Giải bóng đá ngoại hạng Nga | 0            | 0            | –       | –         | –        | –         | 0         | 0         |
| F.K. Amkar Perm        | 2017–18             | Giải bóng đá ngoại hạng Nga | 0            | 0            | 0       | 0         | –        | –         | 0         | 0         |
| F.K. Amkar Perm        | Tổng cộng           | Tổng cộng                   | 0            | 0            | 0       | 0         | 0        | 0         | 0         | 0         |
| Tổng cộng sự nghiệp    | Tổng cộng sự nghiệp | Tổng cộng sự nghiệp         | 16           | 0            | 1       | 0         | 0        | 0         | 17        | 0         |